# 小行星5541
小行星5541（5541 Seimei）是一颗围绕太阳公转的小行星。1976年10月22日，香西洋树、古川麒一郎在木曾町发现了此天体。
該小行星以日本平安時代陰陽師安倍晴明命名。
这颗小行星的绝对星等为199.6067651103206等。